# Saison 2000-2001 du Stade rennais FC
Maillots
Chronologie
Saison précédente Saison suivante

La saison 2000-2001 du Stade rennais football club débute le 29 juillet 2000 avec la première journée du Championnat de France de Division 1, pour se terminer le 19 mai 2001 avec la dernière journée de cette même compétition.
Le Stade rennais FC est également engagé en Coupe de France et en Coupe de la ligue.

## Résumé de la saison
Après la précédente saison ratée, le Stade rennais aborde 2000-2001 avec des ambitions toujours plus affirmées. L'arrivée du Groupe Pinault aux commandes du club s'est traduite par des investissements financiers massifs. Au stade de la route de Lorient, qui est en pleine rénovation après le début des travaux en janvier 1999, s'ajoute la création du centre d'entraînement Henri Guérin à la Piverdière, qui est inauguré en grande pompe en juin 2000. Les investissements concernent enfin et surtout le marché des transferts, et lors de l'été 2000, un vent de folie souffle sur Rennes. Trois joueurs majeurs de l'effectif quittent la Bretagne : David Sommeil, Christophe Revault, et surtout Shabani Nonda, dont l'indemnité de transfert vers Monaco est à hauteur de 21 millions d'euros, un record pour le club. Mais ce sont les arrivées qui créent l'évènement. La cellule de recrutement, composée de Gérard Lefillatre, Jean-Michel Moutier et Hubert Guidal (bras droit de François Pinault et directeur général du club), opte pour l'arrivée massive de joueurs sudaméricains dont le club s'offre les services à prix d'or.
C'est ainsi que débarque le défenseur brésilien César, arrivé la saison précédente au Paris SG, qui est recruté contre 5,3 millions d'euros ; deux joueurs évoluant dans le club de Ponte Preta, et recrutés contre 6 millions d'euros, à savoir le milieu de terrain Vânder et le jeune attaquant Luís Fabiano ; et le jeune attaquant argentin Mario Hector Turdó, arraché au Celta Vigo contre 12,2 millions d'euros. Enfin, l'argent du transfert de Shabani Nonda est intégralement réinvesti dans celui d'un jeune attaquant brésilien, présenté comme un futur grand joueur et comparé à Ronaldo, Severino Lucas. Lucas devait initialement signer à l'Olympique de Marseille, le club phocéen étant prêt à débourser 11 millions d'euros pour acquérir 50 % des droits du joueur. Mais au dernier moment, le Stade rennais surenchérit, et débourse 21 millions d'euros pour obtenir la totalité de ces droits.
Ces opérations spectaculaires occultent le reste du recrutement, excepté peut-être celui du gardien de but Bernard Lama. À 37 ans, l'international est en fin de carrière, et est notamment recruté pour encadrer les jeunes du groupe professionnel. Autres recrues, les milieux de terrains Philippe Delaye et Olivier Echouafni, ainsi que le jeune attaquant Cyril Chapuis, révélé la saison précédente sous le maillot des Chamois niortais.
La mutation sportive du Stade rennais s'accompagne pourtant d'un retour en arrière. Pierre Blayau, perçu comme trop autoritaire, est remplacé fin août par... l'ancien président du club, René Ruello, qui revient aux affaires après avoir assuré la vice-présidence depuis l'été 1998. Le Groupe Pinault fait ainsi appel à une personnalité qui lui est extérieure, plutôt que de promouvoir l'un de ses dirigeants à ce poste.
Le début de saison du Stade rennais est loin de combler les attentes générées par les investissements financiers. Aucune des clinquantes recrues sudaméricaines ne donne réellement satisfaction, et la « future star » Severino Lucas se révèle être un bon joueur, mais bien loin du niveau sportif que le coût de son indemnité de transfert supposait. Contre toute attente, c'est même Cyril Chapuis qui s'impose le mieux sur le front de l'attaque rennaise, quand l'Argentin Turdó montre également que le prix de son transfert était injustifié. Parfois brillant à l'extérieur, le Stade rennais peine à domicile, où les victoires sont rares. Fin novembre, alors que la phase aller touche à sa fin, les « Rouge et Noir » pointent à la quinzième place, celle du premier non-relégable. Lâché par ses dirigeants, Paul Le Guen apparaît fragilisé. Alors que le Stade rennais rend visite au Paris Saint-Germain, le 28 novembre, son sort paraît même scellé, et le nom de Christian Gourcuff revient avec insistance pour le remplacer. Mais ce soir-là, ses joueurs sauvent Le Guen en allant décrocher la première victoire de l'histoire du Stade rennais contre le PSG au Parc des Princes (1 - 0). Un mois et cinq matchs sans défaite (dont quatre victoires) plus tard, le SRFC boucle l'an 2000 en septième position.
Pour autant, l'ambiance reste détestable au sein du club. Au mois d'avril, Bernard Lama attaque durement dans la presse les dirigeants du club, taxés « d'incompétence » et coupables selon lui de vouloir faire partir coûte que coûte Paul Le Guen. Quant aux résultats, ils restent mitigés, mais permettent au Stade rennais de conserver sa place dans la première moitié du classement. 2001, année du centenaire du club, débute par une élimination en Coupe de la ligue face au voisin nantais, futur champion de France (2 - 4 a.p.). En Coupe de France, le succès n'est pas plus au rendez-vous, le Stade rennais étant sorti sans gloire dès les seizièmes de finale par Amiens, pourtant sociétaire du National (1 - 3). Une défaite qui prive le Stade rennais de match le 10 mars 2001, jour où le club fête les cent ans de sa fondation, et où se jouent les huitièmes de finale de la compétition.
En championnat, les Rennais alternent défaites sans gloire et victoires convaincantes. Le 17 mars, le SRFC s'en va ainsi étriller l'EA Guingamp au Roudourou (6 - 1), mais reste capable de perdre à Toulouse relégable, ou devant Bastia route de Lorient. À la lutte pour les places européennes, les joueurs de Paul Le Guen ont pour adversaires principaux de surprenants Sedanais. Arrachant la cinquième place qualificative pour la Coupe UEFA grâce à une victoire à Auxerre, ils la cèdent une semaine plus tard lors de la journée, Lyon venant s'imposer route de Lorient. Qualifié néanmoins pour la Coupe Intertoto, le Stade rennais clôt ainsi une saison aussi surprenante que décevante.

## Transferts en 2000-2001
| Nom                | Nationalité | Provenance/Destination               |
| Été 2000           |             |                                      |
| Arrivées           |             |                                      |
| César              | Brésil      | Paris Saint-Germain                  |
| Cyril Chapuis      | France      | Chamois Niortais FC                  |
| Gaël Danic         | France      | Formé au club                        |
| Philippe Delaye    | France      | Montpellier HSC                      |
| Olivier Echouafni  | France      | RC Strasbourg                        |
| Bernard Lama       | France      | Paris Saint-Germain                  |
| Severino Lucas     | Brésil      | CA Paranaense                        |
| Luís Fabiano       | Brésil      | AA Ponte Preta                       |
| Jure Primorac      | Croatie     | AS Cannes                            |
| Christophe Revel   | France      | FC Dinan-Léhon                       |
| Mario Hector Turdó | Argentine   | Celta Vigo                           |
| Vânder             | Brésil      | AA Ponte Preta                       |
| Départs            |             |                                      |
| Christian Bassila  | France      | West Ham United FC (prêt)            |
| El-Hadji Diouf     | Sénégal     | RC Lens (prêt)                       |
| Jean-Luc Dogon     | France      | US Créteil                           |
| Fabrice Fernandes  | France      | Fulham FC (prêt)                     |
| Tony Heurtebis     | France      | ES Troyes AC (transfert définitif)   |
| Benoît Le Bris     | France      | Le Havre AC (prêt)                   |
| Grégory Malicki    | France      | La Berrichonne de Châteauroux (prêt) |
| Christophe Meslin  | France      | GFCO Ajaccio (prêt)                  |
| Shabani Nonda      | RD Congo    | AS Monaco                            |
| Christophe Revault | France      | Toulouse FC                          |
| Youssef Rossi      | Maroc       | Dunfermline Athletic FC              |
| David Sommeil      | France      | Girondins de Bordeaux                |
| Cyril Yapi         | France      | Stade lavallois (prêt)               |
| Hiver 2000-2001    |             |                                      |
| Arrivées           |             |                                      |
| Grégory Paisley    | France      | Paris Saint-Germain                  |
| Départs            |             |                                      |
| Luís Fabiano       | Brésil      | São Paulo FC (prêt)                  |
| Mario Hector Turdó | Argentine   | UD Las Palmas (prêt)                 |

## L'effectif de la saison
| Poste¹ | Nat.² | Nom                    | Naissance         | Sélection³ | Championnat | Championnat | Coupe France | Coupe France | Coupe Ligue | Coupe Ligue | Total Saison | Total Saison | Notes                         |
| Poste¹ | Nat.² | Nom                    | Naissance         | Sélection³ | M           | But inscrit | M            | But inscrit  | M           | But inscrit | M            | But inscrit  | Notes                         |
| ------ | ----- | ---------------------- | ----------------- | ---------- | ----------- | ----------- | ------------ | ------------ | ----------- | ----------- | ------------ | ------------ | ----------------------------- |
| D      | FRA   | Dominique Arribagé     | 11 mai 1971       | -          | 27          | 1           | 2            | 0            | 1           | 0           | 30           | 1            |                               |
| A      | FRA   | Mickaël Bailly         | 1er mars 1978     | -          | 0           | 0           | 0            | 0            | 0           | 0           | 0            | 0            |                               |
| A      | FRA   | Cédric Bardon          | 15 octobre 1976   | -          | 6           | 0           | 1            | 0            | 0           | 0           | 7            | 0            |                               |
| M      | FRA   | Christian Bassila      | 5 octobre 1977    | -          | 1           | 0           | 0            | 0            | 0           | 0           | 1            | 0            | Prêté à West Ham en août      |
| M      | FRA   | Yoann Bigné            | 23 août 1977      | -          | 14          | 0           | 1            | 0            | 0           | 0           | 15           | 0            |                               |
| D      | BRA   | César                  | 16 novembre 1975  | A          | 27          | 2           | 1            | 0            | 0           | 0           | 28           | 2            |                               |
| A      | FRA   | Cyril Chapuis          | 21 mars 1979      | -          | 32          | 10          | 2            | 0            | 1           | 0           | 35           | 10           |                               |
| A      | FRA   | Mickaël Citony         | 21 août 1980      | -          | 1           | 0           | 0            | 0            | 0           | 0           | 1            | 0            |                               |
| M      | FRA   | Gaël Danic             | 19 novembre 1981  | -          | 10          | 0           | 1            | 0            | 0           | 0           | 11           | 0            |                               |
| G      | FRA   | Fabien Debec           | 18 janvier 1976   | -          | 2           | 0           | 0            | 0            | 0           | 0           | 2            | 0            |                               |
| M      | FRA   | Philippe Delaye        | 26 juin 1975      | -          | 30          | 7           | 1            | 0            | 1           | 0           | 32           | 7            |                               |
| D      | SEN   | Lamine Diatta          | 2 juillet 1975    | A          | 23          | 2           | 1            | 0            | 1           | 0           | 25           | 2            |                               |
| D      | FRA   | Jean-Félix Dorothée    | 2 octobre 1981    | -          | 0           | 0           | 0            | 0            | 0           | 0           | 0            | 0            |                               |
| M      | FRA   | Olivier Echouafni      | 13 septembre 1972 | -          | 33          | 3           | 1            | 0            | 1           | 1           | 35           | 4            |                               |
| D      | FRA   | Julien Escudé          | 17 août 1979      | -          | 28          | 0           | 2            | 0            | 1           | 0           | 31           | 0            |                               |
| M      | FRA   | Jocelyn Gourvennec     | 22 mars 1972      | A'         | 31          | 3           | 1            | 2            | 1           | 0           | 33           | 5            |                               |
| M      | FRA   | Stéphane Grégoire      | 2 février 1968    | -          | 25          | 1           | 2            | 0            | 1           | 0           | 28           | 1            |                               |
| G      | FRA   | Bernard Lama           | 7 avril 1963      | A          | 32          | 0           | 2            | 0            | 1           | 0           | 35           | 0            |                               |
| M      | FRA   | Christophe Le Roux     | 7 mars 1969       | -          | 22          | 6           | 2            | 0            | 1           | 0           | 25           | 6            |                               |
| A      | BRA   | Severino Lucas         | 3 janvier 1979    | -          | 28          | 4           | 2            | 1            | 1           | 1           | 31           | 6            |                               |
| A      | BRA   | Luís Fabiano           | 8 novembre 1980   | -          | 7           | 0           | 0            | 0            | 0           | 0           | 7            | 0            | Prêté à São Paulo en janvier  |
| M      | SEN   | Amadou Makhtar N'Diaye | 31 décembre 1981  | A          | 16          | 3           | 2            | 0            | 1           | 0           | 19           | 3            |                               |
| D      | FRA   | Grégory Paisley        | 7 mai 1977        | -          | 4           | 0           | 0            | 0            | 0           | 0           | 4            | 0            | Arrive de Paris SG en janvier |
| D      | CRO   | Jure Primorac          | 10 novembre 1981  | -          | 0           | 0           | 0            | 0            | 0           | 0           | 0            | 0            |                               |
| D      | FRA   | Anthony Réveillère     | 10 novembre 1979  | -          | 32          | 0           | 1            | 0            | 1           | 0           | 34           | 0            |                               |
| G      | FRA   | Christophe Revel       | 25 mars 1979      | -          | 0           | 0           | 0            | 0            | 0           | 0           | 0            | 0            |                               |
| A      | ARG   | Mario Hector Turdó     | 1er janvier 1979  | -          | 19          | 3           | 1            | 0            | 1           | 0           | 21           | 3            | Prêté à Las Palmas en janvier |
| M      | BRA   | Vânder                 | 15 septembre 1974 | -          | 13          | 0           | 0            | 0            | 0           | 0           | 13           | 0            |                               |

- 1 : G, Gardien de but ; D, Défenseur ; M, Milieu de terrain ; A, Attaquant
- 2 : Nationalité sportive, certains joueurs possédant une double-nationalité
- 3 : sélection la plus élevée obtenue

## Les rencontres de la saison

### Liste
| Match | Date         | Compétition       | Tour        | Adversaire    | Lieu ¹ | Score    | Class.   | Buteurs pour le Stade rennais           |
| ----- | ------------ | ----------------- | ----------- | ------------- | ------ | -------- | -------- | --------------------------------------- |
| 1     | 29 juillet   | Division 1        | 1           | Lyon          | E      | 2–2      | 8        | Coupet (csc) Grégoire                   |
| 2     | 5 août       | Division 1        | 2           | Paris SG      | D      | 1–1      | 10       | Chapuis                                 |
| 3     | 12 août      | Division 1        | 3           | Lille         | E      | 0-1      | 12       |                                         |
| 4     | 19 août      | Division 1        | 4           | Strasbourg    | D      | 3–0      | 10       | Delaye Gourvennec                       |
| 5     | 26 août      | Division 1        | 5           | Monaco        | D      | 1–1      | 11       | César                                   |
| 6     | 9 septembre  | Division 1        | 6           | Metz          | D      | 0-1      | 15       |                                         |
| 7     | 16 septembre | Division 1        | 7           | Bastia        | E      | 2–0      | 14       | Diatta Turdó                            |
| 8     | 23 septembre | Division 1        | 8           | Troyes        | D      | 0–2      | 15       |                                         |
| 9     | 30 septembre | Division 1        | 9           | Saint-Étienne | E      | 2–0      | 12       | Turdó Diatta                            |
| 10    | 10 octobre   | Division 1        | 10          | Sedan         | E      | 1–2      | 14       | Turdó                                   |
| 11    | 14 octobre   | Division 1        | 11          | Lens          | D      | 1–0      | 10       | Lucas                                   |
| 12    | 21 octobre   | Division 1        | 12          | Nantes        | E      | 0-1      | 12       |                                         |
| 13    | 29 octobre   | Division 1        | 13          | Guingamp      | D      | 1-2      | 13       | Chapuis                                 |
| 14    | 4 novembre   | Division 1        | 14          | Marseille     | E      | 1-0      | 12       | Delaye                                  |
| 15    | 11 novembre  | Division 1        | 15          | Toulouse      | D      | 1–1      | 12       | Chapuis                                 |
| 16    | 19 novembre  | Division 1        | 16          | Bordeaux      | E      | 0–3      | 13       |                                         |
| 17    | 25 novembre  | Division 1        | 17          | Auxerre       | D      | 0-1      | 15       |                                         |
| 18    | 28 novembre  | Division 1        | 18          | Paris SG      | E      | 1-0      | 13       | Chapuis                                 |
| 19    | 2 décembre   | Division 1        | 19          | Lille         | D      | 2-0      | 10       | Le Roux Chapuis                         |
| 20    | 9 décembre   | Division 1        | 20          | Strasbourg    | E      | 1–1      | 11       | Chapuis                                 |
| 21    | 16 décembre  | Division 1        | 21          | Monaco        | E      | 2-1      | 10       | Echouafni Le Roux                       |
| 22    | 21 décembre  | Division 1        | 22          | Sedan         | D      | 2-0      | 7        | Gourvennec Lucas                        |
| 23    | 5 janvier    | Coupe de la ligue | 1/16 finale | Nantes        | D      | 2-4 a.p. | 2-4 a.p. | Echouafni Lucas                         |
| 24    | 13 janvier   | Division 1        | 23          | Metz          | E      | 2-2      | 6        | Echouafni Chapuis                       |
| 25    | 19 janvier   | Coupe de France   | 1/32 finale | Guingamp      | D      | 2-1      | 2-1      | Gourvennec                              |
| 26    | 27 janvier   | Division 1        | 24          | Bastia        | D      | 1–2      | 7        | Chapuis                                 |
| 27    | 6 février    | Division 1        | 25          | Saint-Étienne | D      | 3-0      | 6        | N'Diaye César                           |
| 28    | 10 février   | Coupe de France   | 1/16 finale | Amiens (Nat.) | E      | 1-3      | 1-3      | Lucas                                   |
| 29    | 17 février   | Division 1        | 26          | Lens          | E      | 2-1      | 6        | Delaye N'Diaye                          |
| 30    | 23 février   | Division 1        | 27          | Troyes        | E      | 1–3      | 8        | Delaye                                  |
| 31    | 4 mars       | Division 1        | 28          | Nantes        | D      | 0–2      | 7        |                                         |
| 32    | 17 mars      | Division 1        | 29          | Guingamp      | E      | 6-1      | 6        | Delaye Lucas Echouafni Chapuis Arribagé |
| 33    | 7 avril      | Division 1        | 30          | Marseille     | D      | 2–0      | 6        | Le Roux                                 |
| 34    | 14 avril     | Division 1        | 31          | Toulouse      | E      | 0–2      | 6        |                                         |
| 35    | 28 avril     | Division 1        | 32          | Bordeaux      | D      | 1-2      | 6        | Gourvennec                              |
| 36    | 12 mai       | Division 1        | 33          | Auxerre       | E      | 1-0      | 5        | Lucas                                   |
| 37    | 19 mai       | Division 1        | 34          | Lyon          | D      | 3–4      | 6        | Le Roux Chapuis                         |

- 1 N : terrain neutre ; D : à domicile ; E : à l'extérieur ; drapeau : pays du lieu du match international

## Bilan des compétitions
| Compétition       | Vainqueur final      | Débute au tour | Place ou tour final | Première rencontre | Dernière rencontre | Nombre |
| ----------------- | -------------------- | -------------- | ------------------- | ------------------ | ------------------ | ------ |
| Division 1        | FC Nantes Atlantique | 1re journée    | 6e                  | 29 juillet 2000    | 19 mai 2001        | 34     |
| Coupe de la ligue | Olympique lyonnais   | 1/16 de finale | 1/16 de finale      | 5 janvier 2001     | 5 janvier 2001     | 1      |
| Coupe de France   | RC Strasbourg        | 1/32 de finale | 1/16 de finale      | 19 janvier 2001    | 10 février 2001    | 2      |

### Division 1

#### Classement
| Rang | Équipe   | Pts | J  | G  | N  | P  | Bp | Bc | Diff |
| ---- | -------- | --- | -- | -- | -- | -- | -- | -- | ---- |
| 3    | Lille    | 59  | 34 | 16 | 11 | 7  | 43 | 27 | +16  |
| 4    | Bordeaux | 57  | 34 | 15 | 12 | 7  | 48 | 33 | +15  |
| 5    | Sedan    | 52  | 34 | 14 | 10 | 10 | 47 | 40 | +7   |
| 6    | Rennes   | 50  | 34 | 15 | 5  | 14 | 46 | 37 | +9   |
| 7    | Troyes   | 46  | 34 | 11 | 13 | 10 | 45 | 47 | -2   |
| 8    | Bastia   | 45  | 34 | 13 | 6  | 15 | 45 | 41 | +4   |
| 9    | Paris SG | 44  | 34 | 12 | 8  | 14 | 44 | 45 | -1   |

#### Résultats
| Total | Total | Total | Total | Total | Total | Total | Total | Domicile | Domicile | Domicile | Domicile | Domicile | Domicile | Extérieur | Extérieur | Extérieur | Extérieur | Extérieur | Extérieur |
| J     | G     | N     | P     | Bp    | Bc    | Diff  | Pts   | G        | N        | P        | Bp       | Bc       | Diff     | G         | N         | P         | Bp        | Bc        | Diff      |
| ----- | ----- | ----- | ----- | ----- | ----- | ----- | ----- | -------- | -------- | -------- | -------- | -------- | -------- | --------- | --------- | --------- | --------- | --------- | --------- |
| 34    | 15    | 5     | 14    | 46    | 37    | +9    | 50    | 6        | 3        | 8        | 22       | 19       | +3       | 9         | 2         | 6         | 24        | 18        | +6        |

#### Résultats par journée
| Journée   | 01 | 02 | 03 | 04 | 05 | 06 | 07 | 08 | 09 | 10 | 11 | 12 | 13 | 14 | 15 | 16 | 17 | 18 | 19 | 20 | 21 | 22 | 23 | 24 | 25 | 26 | 27 | 28 | 29 | 30 | 31 | 32 | 33 | 34 |
| --------- | -- | -- | -- | -- | -- | -- | -- | -- | -- | -- | -- | -- | -- | -- | -- | -- | -- | -- | -- | -- | -- | -- | -- | -- | -- | -- | -- | -- | -- | -- | -- | -- | -- | -- |
| Terrain   | E  | D  | E  | D  | D  | D  | E  | D  | E  | E  | D  | E  | D  | E  | D  | E  | D  | E  | D  | E  | E  | D  | E  | D  | D  | E  | E  | D  | E  | D  | E  | D  | E  | D  |
| Résultats | N  | N  | D  | V  | N  | D  | V  | D  | V  | D  | V  | D  | D  | V  | N  | D  | D  | V  | V  | N  | V  | V  | V  | D  | V  | V  | D  | D  | V  | V  | D  | D  | V  | D  |
| Points    | 1  | 2  | 2  | 5  | 6  | 6  | 9  | 9  | 12 | 12 | 15 | 15 | 15 | 18 | 19 | 19 | 19 | 22 | 25 | 26 | 29 | 32 | 35 | 35 | 38 | 41 | 41 | 41 | 44 | 47 | 47 | 47 | 50 | 50 |
| Place     | 8  | 10 | 12 | 10 | 11 | 15 | 14 | 15 | 12 | 14 | 10 | 12 | 13 | 12 | 12 | 13 | 15 | 13 | 10 | 11 | 10 | 7  | 6  | 7  | 6  | 6  | 8  | 7  | 6  | 6  | 6  | 6  | 5  | 6  |

Source : Liste des rencontres

Terrain : D = Domicile ; E = Extérieur. Résultat: D = Défaite ; N = Nul ; V = Victoire.